# Philodromus petrobius
Philodromus petrobius är en spindelart som beskrevs av Schmidt och Krause 1995. Philodromus petrobius ingår i släktet Philodromus och familjen snabblöparspindlar. Inga underarter finns listade i Catalogue of Life.